# Municipio de Port Sheldon
El municipio de Port Sheldon (en inglés: Port Sheldon Township) es un municipio ubicado en el condado de Ottawa en el estado estadounidense de Míchigan. En el año 2010 tenía una población de 4240 habitantes y una densidad poblacional de 72,36 personas por km².

## Geografía
El municipio de Port Sheldon se encuentra ubicado en las coordenadas 42°54′2″N 86°10′52″O / 42.90056, -86.18111. Según la Oficina del Censo de los Estados Unidos, el municipio tiene una superficie total de 58.59 km², de la cual 57,75 km² corresponden a tierra firme y (1,43 %) 0,84 km² es agua.
El río Pigeon atraviesa Port Sheldon y desemboca en el lago homónimo, el cual se conecta con el  lago Míchigan a través de un canal protegido por dos muelles. En el lago hay un pequeño puerto conocido como Port Sheldon.

## Demografía
Según el censo de 2010, había 4240 personas residiendo en el municipio de Port Sheldon. La densidad de población era de 72,36 hab./km². De los 4240 habitantes, el municipio de Port Sheldon estaba compuesto por el 93,82 % blancos, el 0,61 % eran afroamericanos, el 0,26 % eran amerindios, el 1,67 % eran asiáticos, el 2,78 % eran de otras razas y el 0,85 % eran de una mezcla de razas. Del total de la población el 5,97 % eran hispanos o latinos de cualquier raza.